# Quận Johnson, Tennessee
Quận Johnson là một quận thuộc tiểu bang Tennessee, Hoa Kỳ.
Quận này được đặt tên theo. Theo điều tra dân số của Cục điều tra dân số Hoa Kỳ năm 2000, quận có dân số 17.499 người, dân số năm 2005 ước khoảng 18.116 người . Quận lỵ đóng ở Mountain City6.

## Địa lý
Theo Cục điều tra dân số Hoa Kỳ, quận có diện tích 784 km2, trong đó có 11 km2 là diện tích mặt nước.

### Quận giáp ranh
- Quận Washington, Virginia (bắc)
- Quận Grayson, Virginia (đông bắc)
- Quận Ashe, North Carolina (đông)
- Quận Watauga, North Carolina (đông nam)
- Quận Avery, North Carolina (nam)
- Quận Carter (tây nam)
- Quận Sullivan (tây)